# HD 187734
HD 187734 är en dubbelstjärna belägen i den mellersta delen av stjärnbilden Örnen. Den har en kombinerad skenbar magnitud av ca 6,62 och är mycket svagt synlig för blotta ögat där ljusföroreningar ej förekommer. Baserat på parallaxmätning inom Hipparcosuppdraget på ca 1,3 mas, beräknas den befinna sig på ett avstånd på ca 2 000 ljusår (ca 800 parsek) från solen. Den rör sig närmare solen med en heliocentrisk radialhastighet på ca –3,7 km/s.

## Egenskaper
Primärstjärnan HD 187734 A är en orange till gul jättestjärna av spektralklass K2 III Den har en massa som är ca 8,8 solmassor och har ca 3 300 gånger solens utstrålning av energi från dess fotosfär vid en effektiv temperatur av ca 4 100 K.
Följeslagaren HD187734 B är en stjärna av spektralklass A5 V med skenbar magnitud 9,4. År 2014 hade paret en vinkelseparation av 5 bågsekunder vid en positionsvinkel av 99°.